# Ulf Bengtsson
Ulf Bengtsson (* 26. Januar 1960 in Höganäs; † 17. März 2019) war ein schwedischer Tischtennisspieler. Seine beste Zeit hatte er in den 1980er Jahren, als er Europameister im Einzel und mit der Mannschaft wurde.
Ulf Bengtsson war nicht verwandt mit dem Weltmeister Stellan Bengtsson.

## Jugend
Mit sechs Jahren trat der Linkshänder Bengtsson einem Verein bei. 1977 und 1978 gewann er die schwedische Jugendmeisterschaft. In Vichy wurde er 1977 zusammen mit Lars Franklin Jugend-Europameister im Doppel.

## Senioren
Bengtsson nahm an den drei Weltmeisterschaften 1983, 1985 und 1989 teil. 1983 und 1985 wurde er mit der schwedischen Mannschaft Vizeweltmeister.
Dreimal war er auf Europameisterschaften vertreten. 1984 wurde er Europameister im Einzel vor Andrzej Grubba, 1988 gewann er den Titel mit der Mannschaft. 1982 (mit Erik Lindh) und 1984 (mit Ulf Carlsson) gelangte er im Doppel ins Halbfinale.

## Deutsche Bundesliga
1983 wechselte er von Söderhamns UIF zum deutschen Bundesligaverein TTC Zugbrücke Grenzau. Nach der Saison 1983/84, die er positiv mit 19:15 Spielen abschloss, kehrte er wieder zum Söderhamns UIF zurück.

## Trainer
In den 1990er Jahren war Ulf Bengtsson Nationaltrainer in Schweden.

## Turnierergebnisse
| Verband | Veranstaltung                         | Jahr | Ort            | Land | Einzel        | Doppel     | Mixed     | Team |
| ------- | ------------------------------------- | ---- | -------------- | ---- | ------------- | ---------- | --------- | ---- |
| SWE     | Europameisterschaft                   | 1988 | Paris          | FRA  | Viertelfinale |            |           | 1    |
| SWE     | Europameisterschaft                   | 1984 | Moskau         | URS  | Gold          | Halbfinale |           |      |
| SWE     | Europameisterschaft                   | 1982 | Budapest       | HUN  |               | Halbfinale |           |      |
| SWE     | Jugend-Europameisterschaft (Junioren) | 1977 | Vichy          | FRA  |               | Gold       |           |      |
| SWE     | EURO-TOP12                            | 1985 | Barcelona      | ESP  | 12            |            |           |      |
| SWE     | EURO-TOP12                            | 1983 | Cleveland      | ENG  | 10            |            |           |      |
| SWE     | Weltmeisterschaft                     | 1989 | Dortmund       | FRG  | letzte 128    | letzte 16  | letzte 32 |      |
| SWE     | Weltmeisterschaft                     | 1985 | Göteborg       | SWE  | letzte 64     | letzte 64  | letzte 64 | 2    |
| SWE     | Weltmeisterschaft                     | 1983 | Tokio          | JPN  | letzte 64     | letzte 16  | letzte 64 | 2    |
| SWE     | World Cup                             | 1988 | Canton & Wuhan | USA  | 15            |            |           |      |
| SWE     | World Cup                             | 1985 | Foshan         | CHN  | 16            |            |           |      |
| SWE     | World Cup                             | 1984 | Kuala Lumpur   | MAS  | 3             |            |           |      |